# Christopher B. Krebs
Christopher B. Krebs (* in Berlin) ist ein deutscher  Klassischer Philologe. Krebs’ Forschungsschwerpunkte sind die griechische und römische Geschichtsschreibung, die lateinische Lexikographie und die klassische Tradition.

## Werdegang
Christopher B. Krebs studierte Klassische Philologie und Philosophie in Berlin, Oxford (Master of Studies 2002) und Kiel (Erstes Staatsexamen 2000, Promotion bei Konrad Heldmann 2003). Er war anschließend kurzzeitig Dozent am University College in Oxford, ehe er 2004 zum Assistant Professor of Classics an der Harvard University ernannt wurde. Während seiner Zeit als Assistant Professor in Harvard war er 2007 als Professeur Invité an der École Normale Supérieure in Paris und 2008/09 als APA-Stipendiat am Thesaurus Linguae Latinae in München tätig. Im Jahr 2009 wurde er zum Associate Professor of Classics in Harvard ernannt, bevor er 2012 zum Associate Professor of Classics an der Stanford University berufen wurde.
Krebs hat bislang zwei wissenschaftliche Monographien über die Rezeption von Tacitus’ Germania vorgelegt; die erste, Negotiatio Germaniae: Tacitus’ Germania und Enea Silvio Piccolomini, Giannantonio Campano, Conrad Celtis und Heinrich Bebelm, erschien 2005; die zweite, A Most Dangerous Book: Tacitus’s Germania from the Roman Empire to the Third Reich, 2011 veröffentlicht, wurde in sieben Sprachen (darunter Deutsch, Spanisch und Chinesisch) übersetzt und erhielt den Christian Gauss Award der Phi Beta Kappa Society. Er ist ferner Autor für den Thesaurus Linguae Latinae und Der Neue Pauly sowie Verfasser von über 20 Fachartikeln. Er arbeitet vorwiegend zu Caesar, lateinischer Geschichtsschreibung, Poseidonius und Annius von Viterbo.
Er hat auch den Sommerkurs des Stanford Humanities Institute über Rom unterrichtet, in dem römische Persönlichkeiten und Redner wie Tacitus diskutiert werden.

## Veröffentlichungen (Auswahl)
- Negotiatio Germaniae: Tacitus’ Germania und Enea Silvio Piccolomini, Giannantonio Campano, Conrad Celtis und Heinrich Bebel. (= Hypomnemata 158). Vandenhoeck & Ruprecht, Göttingen 2005, ISBN 3-525-25257-9 (= Dissertation, Uni Kiel).
- A Most Dangerous Book: Tacitus’s Germania from the Roman Empire to the Third Reich. W. W. Norton, New York 2011, ISBN 978-0393342925.
  - deutsch: Ein gefährliches Buch. Die »Germania« des Tacitus und die Erfindung der Deutschen. Deutsche Verlags-Anstalt, München 2012, ISBN 978-3-421-04211-8.
- mit Jonas Grethlein (Hrsg.): Time and Narrative in Ancient Historiography: The ‘Plupast’ from Herodotus to Appian. Cambridge University Press, Cambridge 2012, ISBN 978-1107007406.